# 使徒座知牧区
使徒座知牧区（しとざちほくく、羅: Praefectura Apostolicus、略称 知牧区）とは、キリスト教カトリック教会の教区がまだ設置されていない宣教地域に設立された管轄の一形態である。教皇庁より任命された使徒座知牧（羅: Praefectura Apostolica）が管理する。
知牧区は信徒数と安定性を確保して成長・発展し、正式に教区が設置される前の段階として、名義司教が管理する使徒座代理区に昇格する。
教区設置までの通常の流れは次のとおりである。
- 宣教開始　→　使徒座知牧区　→　使徒座代理区　→　教区

使徒座知牧および使徒座代理はterritorial abbacy  とは異なる。